# Preparazione alle catastrofi

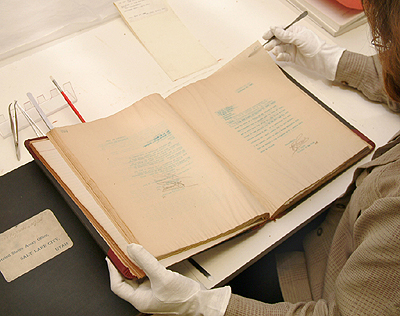
Un conservatore maneggia con cura un libro. I protocolli di conservazione preventiva proteggono la durata di vita dei beni culturali consentendone al tempo stesso una visione sicura.

La preparazione alle catastrofi in musei, gallerie, biblioteche, archivi e collezioni private implica qualsiasi azione intrapresa per pianificare, prevenire, rispondere o riprendersi da disastri naturali e altri eventi che possono causare danni o perdite ai beni culturali. I "disastri" in questo contesto possono includere eventi naturali su larga scala come terremoti, inondazioni o incendi boschivi, nonché eventi causati dall'uomo come furti e atti vandalici. Il cambiamento climatico di origine antropica è sempre più un fattore nella pianificazione dei disastri del patrimonio culturale, a causa dell’innalzamento del livello del mare, dei cambiamenti nei modelli delle precipitazioni, del riscaldamento delle temperature medie e della maggiore frequenza di eventi meteorologici estremi.
L’obiettivo principale della preparazione alle catastrofi è identificare le azioni che possono essere intraprese per ridurre la possibilità che si verifichi una catastrofe o per attenuarne gli effetti. Ad esempio, pulire le grondaie degli edifici riduce il rischio di tracimazioni e perdite durante forti piogge; conservare gli oggetti  esposti all'interno di armadi chiusi riduce la possibilità di danni causati dall'acqua qualora si verificassero perdite. Tuttavia, la preparazione alle catastrofi è generalmente riconosciuta come un processo continuo di pianificazione, preparazione, risposta e revisione al fine di imparare dai disastri che si verificano. Le professioni più influenzate dalla preparazione alle catastrofi in questo contesto includono conservatori-restauratori, curatori, collection manager e registrar.
Per pianificare e prevenire il verificarsi di disastri, le organizzazioni del patrimonio culturale spesso eseguono una valutazione del rischio per identificare potenziali pericoli e come potrebbero essere migliorati. Da ciò svilupperanno un piano di risposta al disastro (o all'emergenza) adattato alle esigenze della loro istituzione, prendendo in considerazione fattori come il clima, l'ubicazione e le vulnerabilità specifiche della collezione. Un piano di risposta include dettagli quali: planimetrie e percorsi di evacuazione, luoghi di rifornimento di emergenza, informazioni di contatto per i membri del team di risposta alle emergenze e le parti interessate critiche, elenchi di recupero prioritari dei pezzi della collezione e luoghi che possono essere utilizzati per operazioni di salvataggio o stoccaggio di emergenza. In alcuni paesi e giurisdizioni potrebbero esserci requisiti ufficiali per un piano di preparazione alle emergenze, standard di garanzia della qualità o altre linee guida determinate dal governo o dalle autorità locali.

## Categorie di disastri
I beni culturali affrontano quotidianamente minacce provenienti da una varietà di fonti, da ladri, vandali e parassiti; all'inquinamento, alla luce, all'umidità e alla temperatura; alle emergenze naturali e alle forze fisiche. Gli effetti derivanti da questi problemi possono essere trattati e talvolta invertiti con interventi di conservazione dopo che il danno si è verificato. Tuttavia, molte delle fonti di pericolo sopra menzionate sono controllabili, mentre altre sono quantomeno prevedibili. La preparazione alle catastrofi mira a mitigare il verificarsi di danni e deterioramento attraverso la gestione del rischio, la ricerca e l’implementazione di procedure che migliorino la sicurezza dei beni e delle collezioni del patrimonio culturale. La preparazione alle catastrofi è considerata parte integrante del mantenimento e della gestione delle collezioni ed è correlata alla gestione integrata dei parassiti e agli ambienti museali.
Gli agenti di deterioramento sono forze che agiscono sui materiali provocandone il cambiamento o il deterioramento nel tempo. Si ritiene comunemente che esistano dieci principali agenti di deterioramento. Si tratta di temperatura errata, umidità relativa errata, luce, polvere e sostanze inquinanti (chiamate anche contaminanti), parassiti, forze fisiche, furto e vandalismo, fuoco, acqua e negligenza nella custodia. È importante riconoscere il tipo di danno che ciascun agente può presentare nonché i modi per mitigare gli effetti dannosi.
La maggior parte di queste forze può variare in intensità e gravità. Ad esempio, i terremoti sono un tipo di forza fisica che può causare danni diffusi e gravi al patrimonio culturale. Anche un incidente di manipolazione, in cui un singolo oggetto cade e viene danneggiato, è un esempio di forze fisiche, ma non può essere considerato un "disastro" nel contesto della pianificazione del disastro poiché l'incidente probabilmente può essere gestito come parte della normale attività quotidiana. Gli eventi considerati "disastri" nel contesto della preparazione alle catastrofi tendono ad essere incidenti improvvisi o acuti con effetti diffusi e dirompenti (come i disastri naturali), che richiedono un sostanziale reindirizzamento delle risorse da una normale attività. Il tipo di eventi inclusi nel piano di preparazione alle catastrofi di un'organizzazione dipenderà dalla loro propensione al rischio. Di seguito sono riportati esempi di disastri che hanno colpito le organizzazioni culturali e il patrimonio culturale utilizzando i titoli delle categorie "agenti di deterioramento".
I disastri naturali sono solitamente dettati dalla regione e dal clima. Possono essere prevedibili in una certa misura (nel senso che alcune località geografiche sono note per essere più soggette a terremoti, uragani, ecc.), ma la tempistica esatta e l’intensità dei disastri naturali sono incerte. Esempi di disastri naturali includono uragani, tornado, inondazioni, bufere di neve, frane, terremoti e relative scosse di assestamento, incendi boschivi e tempeste di sabbia o di polvere. Questi tipi di pericoli possono causare danni strutturali e oggettivi estremi ai musei e ai siti del patrimonio culturale. Molti di questi disastri hanno comportato la perdita di vite umane e di mezzi di sussistenza oltre alla perdita o al danneggiamento del patrimonio culturale. Alcuni tipi di disastri naturali stanno diventando più probabili e più gravi a causa dei cambiamenti climatici di origine antropica, mettendo a rischio molti siti del patrimonio culturale.

### Temperatura
Le ondate di caldo stanno diventando più comuni e più estreme in molte aree del mondo a causa degli effetti del cambiamento climatico di origine antropica. Poiché la temperatura è un fattore importante nel tasso di deterioramento chimico, temperature medie e fluttuazioni più elevate causeranno un deterioramento del patrimonio culturale a un ritmo più rapido. Anche il deterioramento biologico causato da insetti, muffe e microrganismi può verificarsi più rapidamente poiché prosperano a temperature più elevate. I "disastri" del patrimonio culturale legati al caldo estremo sono tipicamente quelli associati al fuoco, sebbene temperature estremamente elevate possano causare danni strutturali, essiccazione dei tessuti, indebolimento degli strati di vernice e rammollimento e fusione di adesivi e plastica. Il cambiamento delle condizioni meteorologiche può anche causare basse temperature che possono causare irrigidimento e indebolimento degli oggetti esposti.

### Umidità relativa errata
L'umidità relativa (RH) può causare danni al patrimonio culturale quando è troppo alta, troppo bassa o fluttua in modo ampio o frequente per materiali specifici. Di per sé non è tipicamente una causa di "disastri", anche se l'elevata umidità è un fattore importante nella comparsa di muffe. Le epidemie di muffe sono più spesso associate ad allagamenti o perdite d'acqua, causando aumenti temporanei del contenuto di umidità dell'aria; tuttavia la muffa causata dall'elevata umidità è una preoccupazione costante per il patrimonio culturale nei climi tropicali.

### Contaminazione o sostanze inquinanti
Le tempeste di polvere e l'eccessivo deposito di polvere dovuto a lavori di costruzione o crolli di edifici hanno causato danni al patrimonio culturale.

### Forze fisiche
Le forze fisiche che possono causare disastri nei luoghi che ospitano beni culturali includono terremoti, crolli strutturali di edifici e danni causati da disordini civili e guerre. Il patrimonio culturale può essere deliberatamente preso di mira durante la guerra a causa del suo valore simbolico.
Esistono molti esempi eclatanti di perdite causate da tali eventi. Oltre ai feriti devastanti e alla perdita di vite umane, la distruzione dell'edificio del World Trade Center a New York l'11 settembre 2001 ha provocato la distruzione di archivi civici, aziendali e no-profit, nonché di biblioteche, collezioni archeologiche e d'arte. Ad esempio, l'archivio del Broadway Theatre di 35.000 fotografie è andato perduto, così come uno dei più grandi complessi archeologici urbani esistenti, quello dell'area Five Points nella New York del diciannovesimo secolo. Queste perdite sono dettagliate nel rapporto del 2002 della Heritage Emergency National Task Force (HENTF), Cataclysm and Challenge: Impact of September 11, 2001, on Our Nation's Cultural Heritage.
Nel 2001 due sculture del Buddha Bamiyan risalenti al sei secolo in Afghanistan furono distrutte in un'esplosione provocata dalle forze talebane.
Sebbene il danno culturale sia solitamente sminuito dalla perdita di vite umane e dagli effetti umanitari, esempi di grandi terremoti che hanno causato la perdita di edifici storici e patrimonio mobile includono il terremoto di Bohol del 2013, nelle Filippine, il terremoto del 2016 in Italia, e i terremoti di 2010 e 2011 a Christchurch, Nuova Zelanda. Molte chiese furono danneggiate o distrutte durante questi terremoti, inclusi dipinti, affreschi, mobili, manoscritti e vetrate colorate contenute all'interno. Il terremoto del 2015 in Nepal ha causato ingenti danni a musei, templi, monasteri, biblioteche e dimore storiche. Anche le pratiche artigianali tradizionali sono state interrotte dai terremoti.

### Fuoco

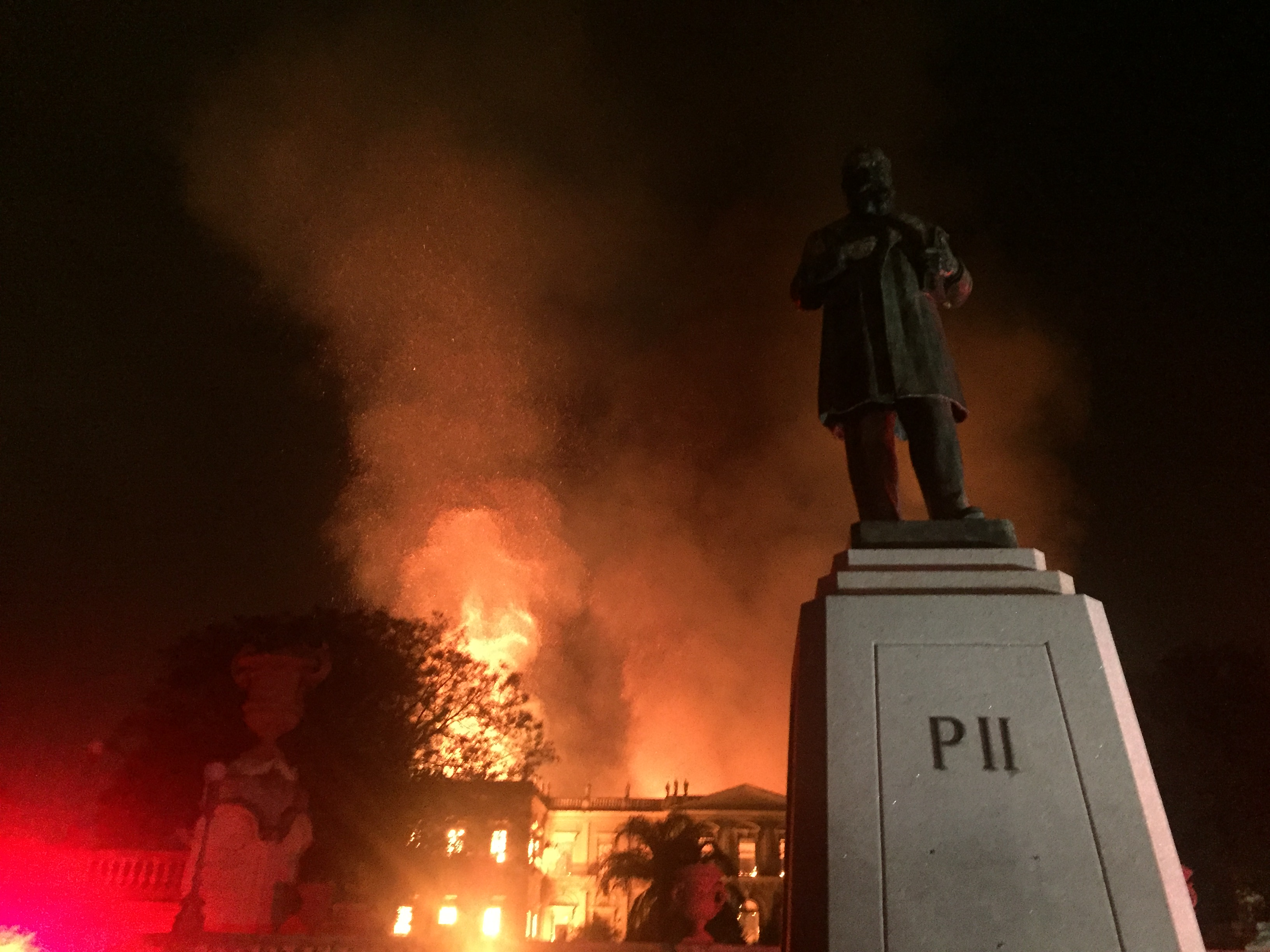
Incendio del Museo Nazionale del Brasile nel settembre 2018.

Ci sono molti esempi di incendi che hanno danneggiato il patrimonio culturale. L'incendio può causare danni interni ed esterni a singoli oggetti esposti o all'intero edificio a seconda della causa e della rapidità di intervento.
Il Museo Nazionale del Brasile è stato distrutto da un incendio nel 2018. Nel 1992 scoppiò un incendio al Castello di Windsor, danneggiando diverse stanze e i relativi arredi. La cattedrale di Notre-Dame a Parigi ha subito un devastante incendio nell'aprile 2019 che ha danneggiato manufatti di inestimabile valore e la magnifica struttura del tetto.

### Acqua
Le inondazioni in luoghi soggetti a condizioni meteorologiche estreme (piogge, tempeste) sono un tipo di disastro relativamente comune che colpisce i luoghi culturali. Anche gli eventi meteorologici estremi stanno diventando più comuni a causa degli effetti del cambiamento climatico di origine antropica. Danni causati dall’acqua possono verificarsi anche a causa delle mareggiate nelle zone costiere e dell’innalzamento del livello del mare. Disastri sono stati causati anche da tubi difettosi o sistemi di irrigazione e dall'uso improprio dell'acqua durante la pulizia.
L'alluvione di Firenze del 1966 fu un momento cruciale nello sviluppo della professione della conservazione.

### Furti e atti vandalici

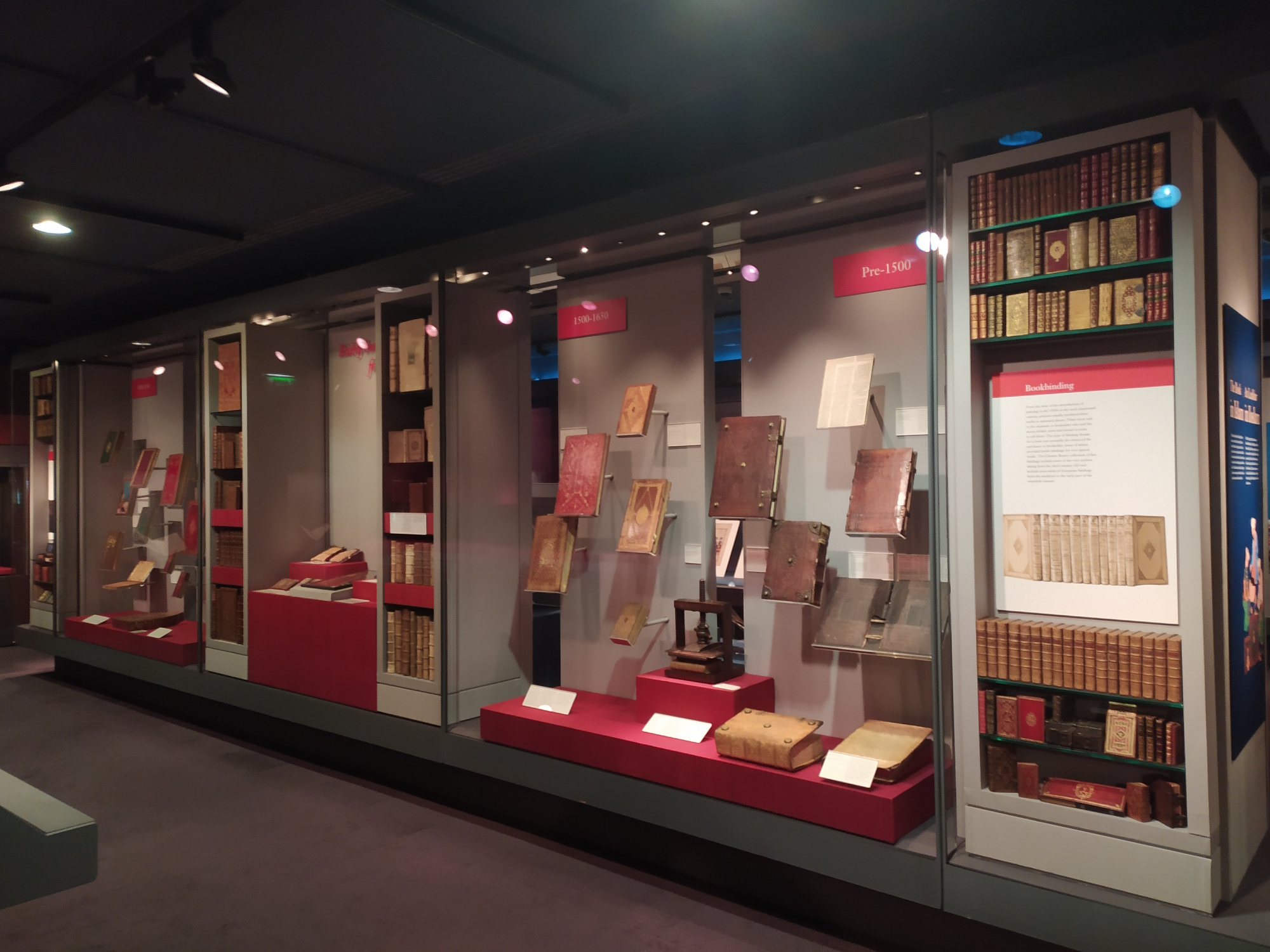
Vetrine protette presso la Biblioteca di Chester Beatty.

Furto e vandalismo possono essere atti pianificati o opportunistici. Ci sono stati molti casi di alto profilo di furti pianificati da parte di organizzazioni culturali in tutto il mondo, sebbene non tutti questi eventi siano venuti a conoscenza del pubblico; altri furti si sono verificati quando vengono interrotti i normali controlli di sicurezza, come durante lavori edili, proteste civili, o anche durante atti di terrorismo e di guerra.

### Dissociazione
Forme estreme di dissociazione (separazione dell'elemento fisico dalle informazioni che lo rendono significativo) potrebbero includere una perdita critica di dati elettronici che non possono essere recuperati, o la chiusura o la vendita della collezione (in parte o nella sua interezza) a causa di problemi finanziari o pressioni politiche.

### Altri rischi
Non tutti i rischi per le collezioni possono essere classificati in base agli agenti di deterioramento. Potrebbero non comportare danni diretti o perdite al materiale, ma influire invece sulla reputazione o sul funzionamento dell'organizzazione. Ad esempio, si possono creare problemi seri a causa di scandali sui finanziamenti o sulle sponsorizzazioni; uso improprio dei fondi; la presenza di beni culturali saccheggiati o di materiale acquisito con mezzi non etici; prospettive politiche o sociali sulle attività intraprese dall'organo di governo, da un donatore o anche dal fondatore dell'istituzione; e pressioni economiche sociali più ampie che portano alla chiusura delle organizzazioni di riscossione a causa della perdita di reddito.
Gruppi di pressione politici, economici, sociali, religiosi o mediatici possono in alcuni casi interferire con il funzionamento delle organizzazioni culturali, portando a errori di selezione, propaganda, discriminazione o tentativi di censura (ad esempio nella presentazione di mostre o nei processi di reclutamento).

## Piano di preparazione alle catastrofi

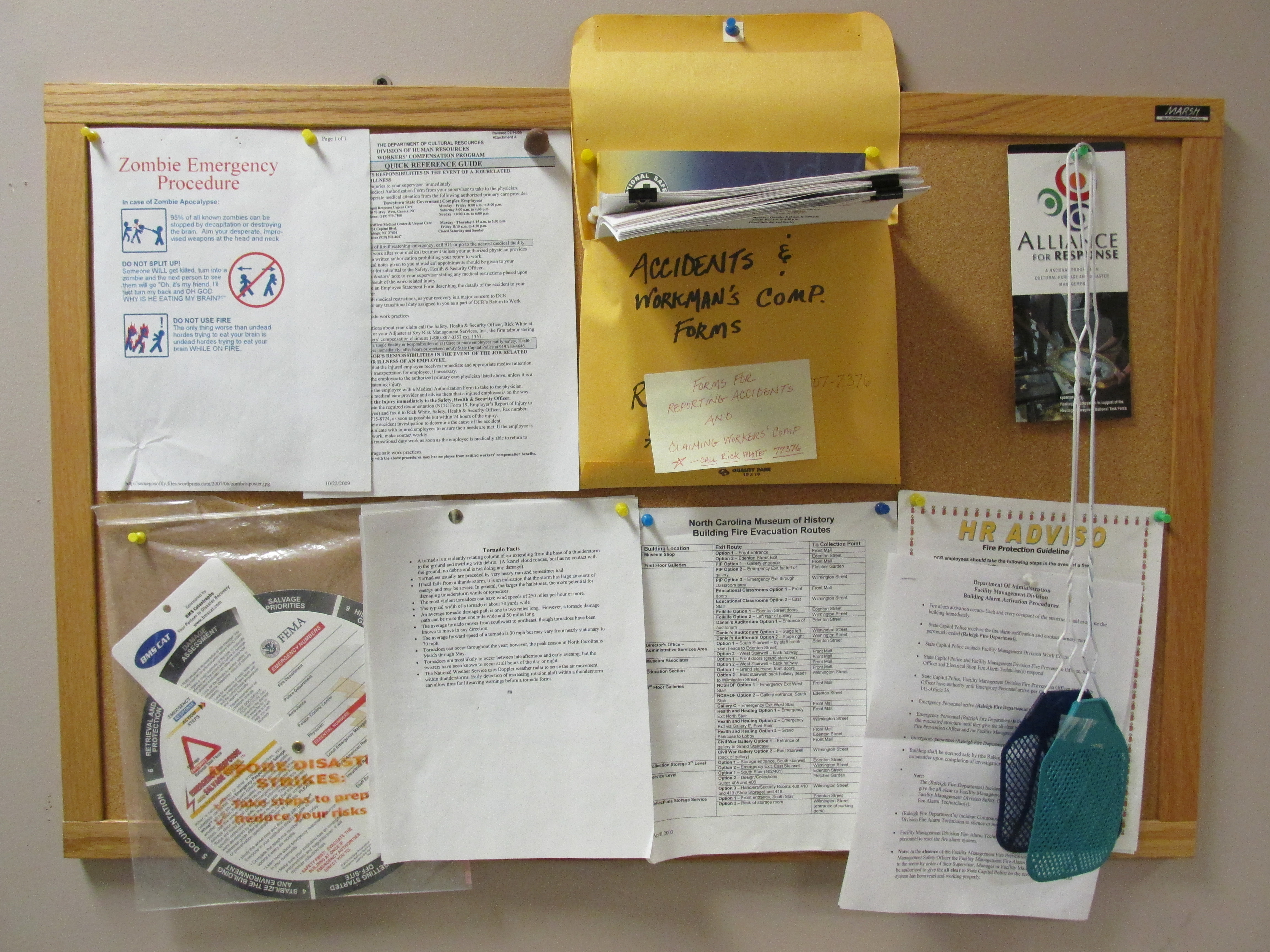
Bacheca nell'ufficio di un museo con documenti di pianificazione, risposta e salvataggio da utilizzare durante le emergenze.

I musei sviluppano piani di preparazione ai disastri (o alle emergenze) per gli eventi naturali e causati dall’uomo che potrebbero verificarsi. Questi piani sono incentrati sull'incolumità dei pezzi della collezione e sono separati o costituiscono una sotto-componente di piani organizzativi più ampi di gestione del rischio operativo, incentrati sulla sicurezza umana e sulla continuità aziendale (comprese le procedure relative alla gestione e alla comunicazione della crisi al fine di proteggere la reputazione dell'ente in caso di una crisi delle pubbliche relazioni). Nonostante l’attenzione al patrimonio culturale, i piani di preparazione alle catastrofi relativi alle collezioni sottolineano ancora la necessità di anteporre la sicurezza umana a quella degli oggetti.
Dovrebbero essere inclusi anche vari piani di emergenza.
Gli obiettivi primari della pianificazione dell’emergenza sono identificare i rischi al fine di anticipare e, se possibile, evitare le emergenze; mantenere il controllo quando si verifica un'emergenza; e per mitigare i potenziali danni il più rapidamente possibile. I piani di preparazione alle catastrofi vengono solitamente creati e rivisti in consultazione con le varie parti interessate. Copie del piano di preparazione alle catastrofi sono conservate in luoghi diversi all'interno e all'esterno del museo, nel caso in cui la situazione di emergenza impedisca l'accesso al sito. La formazione è una parte importante di un piano di preparazione alle catastrofi, per garantire che il personale abbia familiarità con i contenuti del piano e comprenda come eseguire efficacemente i protocolli stabiliti.
Sono stati pubblicati numerosi modelli e guide per aiutare le organizzazioni culturali a prepararsi ai disastri:
- Costruire un piano di emergenza, pubblicato dal Getty Conservation Institute negli Stati Uniti[24]
- Essere preparati, pubblicato dall'Heritage Collections Council in Australia e reso disponibile tramite l'Istituto australiano per la conservazione dei materiali culturali[25].
- dPlan, ospitato dal North East Document Conservation Center (NEDCC)[26].
- Il wiki di preparazione e risposta alle emergenze, preparato dall'American Institute for Conservation[27] e comprendente la Emergency Response and Salvage Wheel. Essa era precedentemente disponibile come app per iPhone ma dal 2021 richiede l'aggiornamento dal formato a 32 bit[28].
- Risorse dal programma FAR dell'ICCROM: Primo soccorso e resilienza per il patrimonio culturale in tempi di crisi (FAR)[29].

### Preparazione
Per prepararsi ai disastri, le organizzazioni culturali possono condurre valutazioni periodiche dei rischi per identificare potenziali pericoli per la collezione o le attività organizzative correlate. Questa valutazione viene utilizzata per preparare sia programmi di manutenzione preventiva (per prevenire il verificarsi di disastri) sia piani di risposta per gli scenari identificati. Altre attività preparatorie comprendono la creazione e il mantenimento di un inventario dei pezzi della collezione, l'identificazione delle priorità di salvataggio per diversi scenari di disastro, lo sviluppo di elenchi di contatti telefonici di emergenza, l'identificazione di risorse e appaltatori critici e l'assemblaggio di attrezzature e forniture utili per il salvataggio in caso di catastrofe (ad esempio kit per sversamenti, aspiratore per addetti alle pulizie, ventilatori). La formazione del personale del museo è un'altra parte fondamentale della fase di preparazione. Le organizzazioni culturali potrebbero anche prendere in considerazione la creazione di un laboratorio mobile come l'ambulanza allestita dall'IAPH a Siviglia.

#### Assicurazione
Una polizza assicurativa dettagliata e flessibile è un’utile strategia di preparazione. Una polizza può specificare il valore di sostituzione degli oggetti di proprietà del museo e di quelli prestati da altre organizzazioni e coprire le riparazioni degli edifici, il deposito temporaneo fuori sede, le operazioni di pulizia e altri costi sostenuti.

### Prevenzione
La preparazione alle emergenze dovrebbe essere in linea con le attività di manutenzione e conservazione delle collezioni. Sebbene molte misure preventive siano universali, alcune misure sono particolarmente utili per mitigare i disastri legati all'incolumità dei pezzi della collezione.

#### Manutenzione preventiva
Una varietà di team all’interno di un’organizzazione culturale contribuiscono al suo mantenimento e mantenimento.
La gestione delle strutture garantisce che i servizi di gas, fognature, elettricità e acqua siano ben mantenuti e conformi alle normative locali. Effettuano la manutenzione di tutte le porte tagliafuoco, dei sistemi di rilevamento e soppressione degli incendi e controllano regolarmente l'edificio per i rischi di incendio. Le vie di accesso di emergenza sono segnalate e prive di ostacoli.
I team di collection manager garantiscono che gli articoli siano conservati in modo da impedire l'ingresso di acqua, polvere e parassiti. I contenitori e i mobili per lo stoccaggio mantengono gli oggetti facenti parte della collezione ad almeno 10 cm dal pavimento per ridurre il rischio di inondazioni.

#### Monitoraggio ambientale
Il monitoraggio regolare della temperatura e dell'umidità relativa negli spazi di raccolta (stoccaggio ed esposizione) aiuta a identificare nuove tendenze o eventi insoliti: ad esempio, se un improvviso aumento dell'umidità relativa viene rilevato abbastanza in tempo, potrebbe essere possibile correggere la temperatura dell'ambiente prima della crescita di eventuale muffa.

#### Misure di sicurezza
I sistemi di sicurezza fisica scoraggiano potenziali intrusi (ad esempio segnali di avvertimento, illuminazione di sicurezza e segnaletica perimetrale), rilevano le intrusioni e monitorano/registrano ingressi irregolari (ad esempio allarmi antintrusione e sistemi CCTV) e attivano risposte adeguate agli incidenti (ad esempio da parte delle guardie di sicurezza e della polizia).

#### Risorse e personale
La preparazione del personale comprende la fornitura ai dipendenti del museo di una formazione di emergenza e di responsabilità designate predeterminate. La formazione può comprendere simulazioni di vere situazioni tramite computer (ad esempio attraverso software specifici), quiz e pratiche di salvataggio.

#### Politiche e procedure
Nel tentativo di mantenere il controllo di qualsiasi emergenza, le politiche e le procedure del piano di emergenza delineano la catena di comando, i ruoli e le responsabilità prescritti della squadra, i requisiti di documentazione e le priorità di salvataggio.

#### Revisione del piano
Periodicamente, i musei rivaluteranno il loro piano di preparazione alle catastrofi per tenere conto dei cambiamenti nei numeri di contatto, nelle posizioni o nel personale, negli elenchi di priorità di salvataggio rivisti e altre modifiche che influiscono sulla strategia di prevenzione, mitigazione e preparazione dell'istituzione.

### Risposta
L'azione immediata intrapresa nelle prime ore o giorni per stabilizzare l'ambiente, valutare il danno e segnalare condizioni e raccomandazioni può essere considerata la fase di "risposta" al disastro. Vengono messe in atto le strategie di emergenza e di comunicazione nel piano di preparazione alle catastrofi.
Il benessere del personale e dei visitatori è la preoccupazione principale durante un’emergenza e la loro sicurezza deve essere garantita prima di tutto il resto delle operazioni. La migliore risposta viene eseguita seguendo il piano di risposta alle emergenze prescritto, rimanendo calmi e sicuri e agendo deliberatamente. Si consiglia di effettuare valutazioni del rischio per identificare i pericoli per la salute e la sicurezza e per implementare i controlli prima che inizi il lavoro di recupero. Ad esempio, potrebbe essere necessario stabilizzare le strutture danneggiate prima che sia sicuro l'ingresso per le squadre di salvataggio. Collezioni e strutture potrebbero essere contaminate da liquami, sostanze chimiche tossiche o altre componenti pericolose. Potrebbero esserci rischi elettrici derivanti da cavi danneggiati o esposti. Le squadre di soccorso avranno bisogno anche di aree di riposo e servizi igienici sicuri, asciutti e caldi.
Le attività di risposta possono includere:
- Collaborare con i primi soccorritori, come ad esempio i vigili del fuoco
- Contattare la compagnia assicurativa e gli agenti dell'organizzazione con tutte le informazioni disponibili e le fotografie dell'incidente.
- Contattare organizzazioni o prestatori privati con oggetti in prestito negli spazi interessati.
- Contattare le squadre di pronto intervento del museo per avvisarle di essere in attesa (se non richiesto immediatamente)[34].
- Contattare ingegneri precedentemente approvati, organizzazioni di risposta alle catastrofi e di salvataggio e altri fornitori di servizi, per renderli consapevoli dell'incidente e delle potenziali richieste di assistenza (ad esempio per trasporto, generatori, controlli di sicurezza nuovi o temporanei, sistemi di asciugatura (ventilatori/pompe dell'aria), acqua pulita e servizi di congelamento).
- Preparazione e rilascio di un comunicato stampa tramite un collegamento con i media.
- Riprogrammazione di eventuali gruppi turistici o altri appuntamenti.

#### Documentazione
La documentazione dell'incidente e degli eventuali danni causati prima dell'inizio delle attività di salvataggio è una parte importante della fase di risposta. Ciò aiuta nella pianificazione, riduce i tempi di recupero e fornisce una registrazione a fini assicurativi e altri rapporti. Le fotografie che mostrano dove sono caduti gli oggetti che non sono più nella posizione originaria precedente all'accaduto possono aiutare a identificarli successivamente. Potrebbe essere necessario redigere la documentazione sotto la supervisione del personale dei servizi di emergenza, soprattutto se l'edificio è danneggiato o instabile.
La squadra di risposta alle catastrofi può utilizzare le informazioni raccolte per discutere i passaggi successivi. Questi possono includere la definizione di aree di lavoro di salvataggio, di dispositivi di protezione individuale e requisiti di mitigazione delle sostanze pericolose, raccomandazioni per ulteriori controlli di sicurezza e protocolli di triage per i trattamenti di salvataggio.

### Recupero

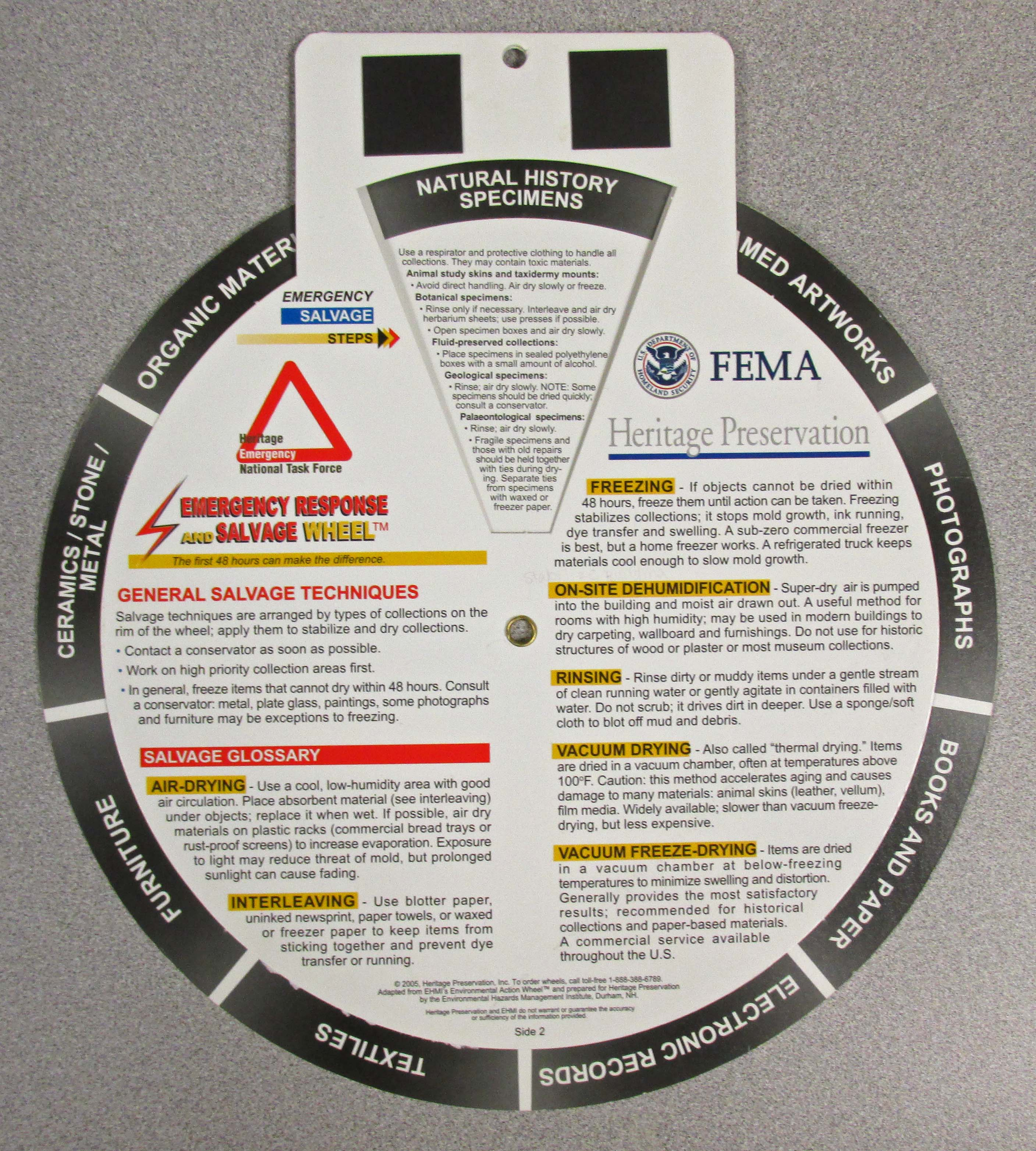
Ruota di salvataggio e di risposta alle emergenze (Emergency Response and Salvage Wheel). Il lato 1 delinea le fasi e i passaggi critici della risposta, mentre il lato 2 fornisce i passaggi di salvataggio e recupero per 9 tipi di collezioni, inclusi libri, documenti cartacei ed elettronici, foto, dipinti e altro.

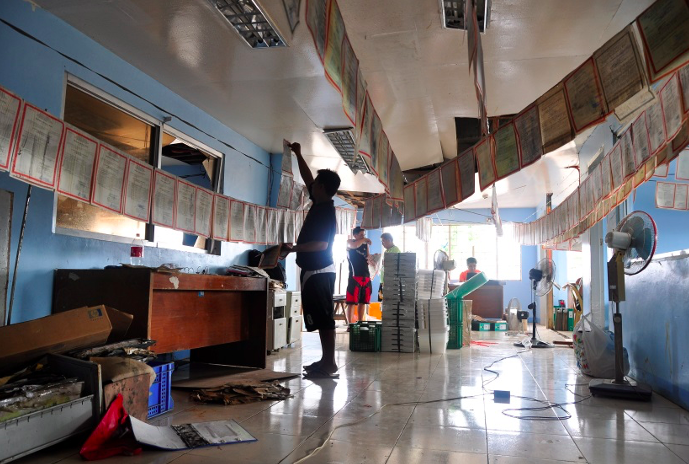
I documenti danneggiati dall'acqua vengono essiccati all'aria tramite sospensione presso la Land Registration Authority (Leyte, Filippine). Foto scattata durante la valutazione e l'assistenza tecnica della Società degli archivisti filippini agli uffici di registrazione colpiti dal super tifone Haiyan (Yolanda), 2013.

La fase di ripristino inizia quando la situazione del disastro viene tenuta sotto controllo e possono iniziare i lavori per recuperare e trattare gli oggetti della collezione danneggiati. I piani sviluppati durante la fase di risposta vengono messi in atto e regolarmente rivisti e rivisti finché continuano le operazioni di salvataggio.
Le attività di salvataggio sono più efficaci se le priorità vengono stabilite prima dell'inizio delle attività di recupero, anche prima che si verifichi un disastro. Gli elenchi di salvataggio prioritari sono una componente comune dei piani di preparazione alle catastrofi. Le organizzazioni culturali possono dare priorità agli oggetti in base al loro valore, alla loro vulnerabilità e alle loro prospettive di recupero (triage).
Esistono molte risorse online che specificano come stabilizzare e prendersi cura di vari formati di oggetti che sono stati danneggiati dal materiale e dalle condizioni. Le attività possono includere la protezione di oggetti non danneggiati con teli di plastica, l'imballaggio di oggetti danneggiati da spostare fuori sede (ad esempio in un congelatore, se si sono bagnati), l'isolamento di oggetti che sono diventati ammuffiti, il recupero di pezzi rotti che si sono staccati, l'installazione di ventilatori per asciugare oggetti bagnati.
Il recupero dell'edificio può avvenire contemporaneamente da parte delle strutture, della sicurezza e di altri dipartimenti di custodia.
La salute e la sicurezza del personale, dei visitatori e del personale di emergenza rimangono la massima priorità.

#### Finanziare gli sforzi di recupero
Molte attività di ripristino di emergenza sono limitate dalla mancanza di risorse e finanziamenti disponibili. Le strategie per raccogliere fondi hanno incluso approcci ai donatori esistenti, campagne "adotta un manufatto" in cui gruppi o individui sponsorizzano la conservazione di oggetti o reperti danneggiati ed eventi di raccolta fondi. I social media hanno svolto sempre più un ruolo importante nella raccolta fondi e nella mobilitazione degli sforzi di ripresa.
La raccolta di finanziamenti per il clima o fondo verde per combattere gli impatti sulla cultura e sulle comunità, a seguito delle calamità climatiche, è all’ordine del giorno della COP27.